# Pokolgép (együttes)
A Pokolgép az 1980-as évek elején alakult magyar heavy metal együttes. Nevükhöz köthető az első magyar heavy metal-album, az 1986-ban megjelent Totális metál. A Kukovecz Gábor gitáros és Paksi Endre basszusgitáros által alapított zenekar Kalapács József énekessel az évtized második felében a legnépszerűbb heavy metal együttes volt Magyarországon.
A klasszikus felállású Pokolgépből 1990-ben vált ki Kalapács és a gitáros Nagyfi László, hogy megalakítsák az Omen zenekart. Az új frontember Rudán Joe lett, akivel két újabb stúdióalbumot készített a Pokolgép, majd a fokozatos ellehetetlenülés következtében végül 1994-ben feloszlottak.
A Kukovecz és Rudán körül újjászerveződött zenekar 1999-ben tért vissza. Az újra megerősödő hazai heavy metal színtéren a Pokolgép is megtalálta a helyét. Azóta is rendszeresen készítenek albumokat, és sikerrel koncerteznek itthon, valamint az országhatáron túl. Húsz év után, 2010 tavaszán távozott az együttesből Rudán Joe énekes, utódja Tóth Attila lett.
2015-ben a legnagyobb hatású magyar metal-albumok listájára a Pokolgép négy lemeze is felkerült. A klasszikus első három Pokolgép-album a legjobb öt közé jutott, míg az 1991-es Adj új erőt nagylemez a hetedik lett.

## Története

### Kezdetek (1980 – 1985)
A gitáros Kukovecz Gábor (Kuco), a basszusgitáros/énekes Paksi Endre és a billentyűs Varga "Pepe" Tibor a kötelező sorkatonai szolgálatuk letöltése után 1980-ban úgy döntöttek, hogy az addigi amatőr próbálkozásaik után komolyabb formában folytatják a zenélést. Egyik budapesti koncertjük után sétált oda a zenekarhoz Kalapács József, hogy szívesen énekelne a csapatban. Az együttesnek rögtön két frontembere is lett, mivel Kalapáccsal együtt egy másik énekes, Németh László is érkezett. Nem sokkal később, 1982 decemberében vették fel a Pokolgép nevet (dobosuk, Neogrády Dezső javaslatára).
Az időközben nyolctagúra bővült zenekar egyfajta rockcirkuszként működött a színpadon. A koncertek intrójaként a Carmina Burana-zenemű ismert nyitánya dübörgött az erősítőkből, a zenészek pedig különféle jelmezekben, maszkokban, szegecselt bőrruhákban adták elő dalaikat, és már akkoriban bevetettek pirotechnikai eszközöket is. Országos ismertséget az 1983-as televíziós Ki mit tud? vetélkedő hozott nekik. Az elődöntőben a Vérszívó asszony c. dalukat adták elő, a középdöntőben a B.S. emlékére, míg a döntőben A jel c. dalukat szólaltatták meg. A zsűri minden esetben kiejtette a zenekart, de a közönség rendre visszaszavazta őket a versenybe, ahol végül második helyezést értek el. A magyar lemezpiacon akkor egyeduralkodó állami lemezkiadó, a Hungaroton megpróbálta rávenni a Pokolgépet, hogy heavy metal helyett eladhatóbb rockzenével próbálkozzanak. Ennek egyik terméke lett a kislemezen is kiadott Kegyetlen asszony címre finomított dal. A rövid kitérő után a Pokolgép visszatért a heavy metalhoz, a billentyűs Varga Tibor pedig távozott az együttesből.
Közben a két zenekarvezető, Kukovecz és Paksi között kiéleződtek az ellentétek, végül Paksi Endre távozott is. Egy darabig a Rockwell-nevű formációban zenélt, majd megalapította a magyar heavy metal másik emblematikus együttesének számító Ossiant. Az új basszusgitáros Pazdera György (ex-Rockwell) lett. A másodgitáros posztjára Kukovecz Gábor mellé 1984-ben érkezett Nagyfi László (ex-Ninive). Ugyancsak ebben az évben a Magyar Rádió 8-as stúdiójában rögzítettek két dalt (Cirkusz és rács, A bűn), melyek aztán nem kerültek hivatalos kiadásra. Az akkori legnépszerűbb magyar hard rock-zenekarok, mint a P. Mobil és a P. Box előtt játszottak, majd a Motörhead első budapesti fellépésének előzenekara voltak, ami csak tovább növelte rajongótáborukat.
1985-ben előbb a Start válogatáson jelent meg a Heavy metal című daluk, majd az első önálló Pokolgép-kislemezen a Sátán és a Maszk jelent meg. Ekkor már az Amerikába emigrált Gyenizse András helyén Tarca László (ex-Rockwell) dobolt a zenekarban. Az ő csatlakozásával alakult ki a Pokolgép klasszikusnak tartott felállása (Kalapács József ének, Kukovecz Gábor gitár, Nagyfi László gitár, Pazdera György basszusgitáros, Tarca László dobok), ami azután 1986-ban elkészítette a magyar könnyűzene történetének első heavy metal nagylemezét.

### Totális metál (1986 – 1990)
A nagylemez kiadása elől addig mereven elzárkózó Hungarotont a Pokolgép rohamléptekben növekvő népszerűsége és Nagy Feró segítő gyámkodása győzte meg. A Totális metál címen megjelent album hatalmas siker lett. Nemcsak a nagyvilágban, de akkor már a vasfüggöny mögé zárt Magyarországon is tombolt a heavy metal-mánia. A lemez nyitódala, a klipes A jel szinte azonnal rockerhimnusszá vált. Az album két hónap alatt 65 000 példányban kelt el, összességében pedig kb. 80 000 példány fogyott belőle. A következő nagylemez, az 1987-ben megjelent Pokoli színjáték még jobban teljesített. Hivatalosan 90 000 példányt adtak el belőle, habár egyes vélemények szerint az eladási számok meghaladhatták a százezres példányszámot is (az aranylemez akkori határértékét), de az állami kultúrpolitikának ez már túl sok volt.
A hármas Pokolgép album, az Éjszakai bevetés (1989) tovább erősítette a zenekar presztízsét. A dalszövegek többségét ezen a lemezen már nem Nagy Feró, hanem a csapat szervezőjeként is működő Józsa Béla, valamint a lírai sikerdal Itt és most szövegét jegyző Horváth Attila írta. A nyári országos turné lezárásaként az Olimpiai Csarnokban a lemezbemutató koncerten négyezren voltak kíváncsiak a Pokolgépre. A karácsonyi bulin a Körcsarnokban pedig akkora teltházat csináltak, hogy több százan kiszorultak a teremből.
A következő év elején rögtön nekiláttak a negyedik nagylemez, a Metál az ész felvételeinek. Ez volt az első Pokolgép album, amely CD formában is megjelent (négy bónusz dallal). Az országos turnét 1990. június 9-én a Körcsarnokban rendezett budapesti lemezbemutatóval zárták, amelynek felvétele nem sokkal később egy koncertalbum formájában jelent meg. A Pokolgép első koncertlemezére felkerülő dalokat a rajongók szavazták meg. A háttérben azonban komoly feszültségek voltak a zenekari tagok között, ami végül oda vezetett, hogy a frontember Kalapács József és Nagyfi László gitáros elhagyta a zenekart, és szeptemberben bejelentette az új zenekar, az Omen megalakulását.
A klasszikus felállás négy stúdióalbumát, valamint az 1995-ös Az utolsó merénylet koncertalbumot, Kalapács József pályafutásának 30 éves jubileuma alkalmából, 2012 szeptemberében felújított hangzással újra kiadta a Hammer Records. A megjelenés hetében mind az öt CD felkerült a Mahasz Top 40 lemezeladási listájára.

### Adj új erőt! (1990 – 1995)
A Pokolgép viszonylag hamar rátalált az új emberekre. Az énekes a Led Zeppelin emlékzenekar Codából érkezett Rudán Joe lett, míg a gitáros a fiatal Kun Péter (ex-Triton). Az év végi Pokolgép Metal Karácsony rendezvényen már ebben az új felállásban játszottak. Kun hat hónappal később átigazolt az Eddába, a Pokolgép pedig négyesben látott neki a következő nagylemez felvételeinek.
1991 szeptemberében jelent meg az ötödik Pokolgép stúdióalbum Adj új erőt! címmel. A lemezt már nem a Hungaroton, hanem a rendszerváltással egyidőben létrejött magánkiadók egyike, a később az EMI-jal szövetkező, Quint gondozta. A Péter László szövegíró közreműködésével készült Adj új erőt! lemez dalai egy közös témát járnak körül, egyfajta koncept-albumként. A nyolc hónapnyi befektetett munka babérjait a lemez sikerével arathatták le.
Az élő fellépéseken korábban is kisegítő másodgitáros Jung Norbert a hagyományos év végi karácsonyi Pokolgép koncerten már teljes jogú tagként állt a zenekarral a színpadon. 1992 is az immár szokásos menetrend szerint zajlott. Őszre elkészült az új stúdióalbum (Vedd el, ami jár!), következett az országos turné, majd ismét a karácsonyi parti a rajongókkal. Ezután hosszú ideig csönd vette körül a Pokolgépet, a tagok a privát életben próbáltak érvényesülni, majd 1994 végére csendben feloszlott a Pokolgép.
A következő évben Gép néven már gyakorlatilag Kukovecz Gábor szólóalbuma jelent meg Rudán Joe énekével, dobon Karp László játszott, az élő koncerteken pedig az 1999-ben teljes jogú taggá váló Pintér Csaba segített ki. A Pokolgép történetének lezárására előbb Best of Régi Gép címmel egy válogatásalbum jelent meg, majd 1995. szeptember 2-án a klasszikus felállású Pokolgép Kalapács Józseffel és Nagyfi Lászlóval adott búcsúkoncertet, melynek vendége volt Paksi Endre és Rudán Joe is. A koncert felvételét a Sony Music adta ki Utolsó merénylet címmel még abban az évben.

### Csakazértis, Te sem vagy más, A túlélő, Pokoli mesék (1999 – 2009)
Az 1990-es évek mellőzöttsége után az ezredforduló közeledtével a heavy metal újjáéledésének köszönhetően Magyarországon is több, korábban feloszlott zenekar döntött a visszatérés mellett. Az 1999. május 8-i Metal Fesztiválon az Ossian és az Omen társaságában a Kukovecz Gábor és Rudán Joe körül újjászerveződött Pokolgép is fellépett. Az új ritmusszekciót Pintér "Pinyő" Csaba basszusgitáros és Szilágyi Ede dobos, a Carmen együttes korábbi tagjai alkották. Ebben az évben léptek fel először a Sziget Fesztiválon. A két fesztivált ősszel önálló turné követte. A novemberi budapesti nagy koncerten Láris "Csiga" László (ex-Lady Macbeth) gitárossal kiegészülve álltak színpadra.
2000 tavaszán jelent meg a Pokolgép új stúdióalbuma, a Csakazértis, a Nephilim kiadónál. Az országszerte sikeres fellépéseket az év végi PeCsa koncerttel koronázták meg, amely a következő évben hanghordozón is megjelent. Érdekesség, hogy szinte a Pokolgép visszatérő lemezével egyidőben jött ki a korábbi énekes, Kalapács József neve alatt Az első merénylet című album, amely a Pokolgép korai (1983-84-es) kiadatlan dalainak friss felvételét rejti.
2001 tavaszán látott napvilágot a Csakazértis album angol nyelvű változata Ancient Fever címmel. Ekkoriban csatlakozott a Pokolgéphez másodgitárosként Kukovecz tanítványa Nagy Dávid, aki a 2000-es album dalszövegeinek megírásában vett részt korábban. Ősszel azonban már az új nagylemez felvételein dolgozott a zenekar. A Te sem vagy más 2002. március 8-án jelent meg a Hammer kiadónál. A zenekar 20 éves születésnapja alkalmából jelent meg 2002 novemberében a Momentum című válogatásalbum, a Pokolgép lírai dalainak gyűjteménye. A folyamatos és intenzív turnézás közepette, szintén még a jubileum részeként, 2003. október 4-én egyetlen koncertre újra összeállt a '80-as évekbeli klasszikus Pokolgép. A műsort a nagy sikerre való tekintettel november 8-án Szolnokon megismételték.
A következő album dalait a koncertek közti pihenőidőkben rakták össze. Az A túlélő 2004. november 15-én jelent meg. Újabb turnék következtek országhatáron belül és kívül. 2006 nyarán Szilágyi Ede dobos távozott, és helyére Czébely "Csibe" Csaba érkezett a Philadelphiából. A decemberben megjelenő, régi Pokolgép-slágerek akusztikus átiratait rejtő Oblatio albumot már vele készítették el. A lemez sikerén felbuzdulva ettől kezdve többször adtak akusztikus koncerteket a lemez dalaiból. A Pokolgép legutóbbi stúdióalbuma egy évvel később, 2007 decemberében jelent meg Pokoli mesék címmel. A 2008-as évet végig koncertezéssel töltötte a zenekar.

### Újratöltve, Metalbomba (2010 – napjainkig)
2010 áprilisában bejelentették, hogy Rudán Joe közös megegyezéssel távozik az együttesből. Utódja az a Tóth Attila lett, aki korábban a Griff, a Mindfields Factory és a Rubicon Rock zenekarok tagja volt, valamint szerepelt a Magyar Televízió A Társulat című műsorában. December elején a Rockinform magazin mellékleteként megjelent az Újratöltve című koncertalbum. A december 30-i évzáró koncert után Nagy Dávid gitáros és Czébely Csaba dobos elhagyták a zenekart. Az új tagok – gitáron Z. Kiss Zalán, dobokon Veress Márton – 2011 februárjában csatlakoztak a nagyban átalakult Pokolgéphez.
2014 januárjában Veress Márton dobos elhagyta a zenekart külföldi tanulmányai miatt. Ezzel szinte egy időben jelentették be, hogy a Pokolgép fennállásának 30 éves jubileuma alkalmából 2014. június 7-én a zenekar klasszikus felállása a Petőfi Csarnok szabadtéri színpadán ad koncertet, kiegészülve korábbi Pokolgép-tagokkal, mint Rudán Joe, Szilágyi Ede, Jung Norbert, Paksi Endre, valamint a jelenlegi felállással. A koncert telt házas volt. A klasszikus és a jelenlegi Pokolgép abban az évben még egy közös koncertet adott augusztus 23-án Agárdon, a Popstrandon. 2014 júliusában Veress Marci végleg elköszönt a zenekartól, a volt Arch Enemy-gitáros Chris Amott Armageddon együttesében zenél tovább, később a Power Theoryhoz is csatlakozott. Helyére Kleineisel Márk érkezett. A 2014-es nagy sikerre való tekintettel a klasszikus és a jelenlegi Pokolgép újabb két közös koncertet adott: 2015. április 18-án a győri ETO Parkban és április 24-én Debrecenben, a Lovardában.
2016 elején -bár már a 2015. év végi Barba Negra Clubban adott koncerten kapható volt –, hivatalosan is megjelent a Metálbomba című új album, a német Gegentrend Records gondozásában.
2018. június 8-án a Pokolgép egy budapesti Aréna koncerttel ünnepelte meg fennállásának 35. évfordulóját. A koncertet – a 30 éves jubileumi fellépéshez hasonlóan – az Omen nyitotta, ezt követte a jelenlegi, majd a klasszikus (Kalapács József-Tarca László-Pazdera György-Nagyfi László-Kukovecz Gábor) felállás műsora, továbbá vendégként fellépett Rudán Joe, Paksi Endre, és a zenekart annak idején oly sokat segítő Nagy Feró is. A jelenlegi felállás műsoráról hang- és videófelvétel készült, amely koncert DVD formájában, 2020. augusztus 21-én jelent meg, a GrundRecords gondozásában, a hanganyag pedig kikerült a YouTube-ra, és a nagyobb streaming-platformokra is.
2019 decemberében elmaradt a megszokott, évzáró Pokolgép Metal Karácsony koncert, mivel egy hónappal korábban Tóth Attila énekes a novemberi, győri koncert másnapján rosszul lett, agyvérzést (stroke) kapott. A felépülése több hónapig tartott, a színpadra 2020 márciusában tudott visszatérni a zenekarral.
2022-ben megjelent Kukovecz Gábor Tiszta szívvel Pokolgép című szólóalbuma, ami 10 Pokolgép-dalt, és 5 új dalt, és két versmegzenésítést tartalmaz. az alapító zenekarvezető előadásában.
Az együttes 2023-ban ünnepelte fennállásának 40. évfordulóját. Ennek tetőpontja a december 30-ai budapesti Metálkarácsony volt a Barba Negrában, ahol a kisvárdai Radar és a szolnoki Lady Macbeth volt a két vendégzenekar. A korábbi jubileumokkal ellentétben viszont a teljes koncertet a jelenlegi felállás játszotta le.
Ezek után 2024 januárjában váratlanul jött a hír, hogy Tóth Attila 14 év után egészségügyi okok miatt elhagyja a zenekart. Tóth végül 2024 februárjában (elődjéhez, Rudán Joe-hoz hasonlóan) a Mobilmánia tagja lett. Ezzel a zenekar történetének eddigi legtartósabb felállása bomlott meg
Helyére Bánhegyesi Richárd érkezett, aki korábban a Hangár 21 zenekar egykori tagja volt. Az új énekes egy videoklipes dallal debütált, mely a Nem ért engem a világ c. Petőfi-vers megzenésítése volt. Szeptemberben újabb klipes dalt mutatott be a zenekar Amíg a tűz tombol címmel. A két dalt a GrundRecords fizikai formában, vinyl kislemezen adta ki.

## Tagok

### Jelenlegi tagok
- Kukovecz Gábor – szólógitár (1980 óta)
- Pintér Csaba – basszusgitár (1996, illetve 1999 óta)
- Z. Kiss Zalán – ritmusgitár (2011 óta)
- Kleineisel Márk – dobok (2014 óta)
- Bánhegyesi Richárd – ének (2024 óta)

### Korábbi tagok
Ének
- Tóth Attila (2010–2024)
- Rudán Joe (1990–2010)
- Kalapács József (1982–1990)
- Németh László (1982) †
- Paksi Endre (1980–1982)

Gitárok
- Nagy Dávid (2001–2010)
- Láris László (1999)
- Jung Norbert (1991–1994)
- Kun Péter (1990) † 1993
- Nagyfi László (1984–1990)
- Révi József (1983-1984) † 2014
- Maza István (1981)

Basszusgitár
- Pazdera György (1984–1994)
- Paksi Endre (1980–1984)

Dobok
- Veress Márton (2011–2014)
- Czébely Csaba (2006–2010)
- Szilágyi Ede (1999–2006)
- Tarca László (1985–1994)
- Koszorú Attila (1980-1985)
- Karp László (1996)
- Gyenizse András (1983–1985)
- Neogrády Dezső (1980–1983)

billentyűsök
- Varga Tibor (1980–1982)

### Legstabilabb felállások
- 1985–1990: "klasszikus" Pokolgép – Kalapács József, Tarca László, Pazdera György, Nagyfi László, Kukovecz Gábor.
- 2001–2006: Rudán Joe, Szilágyi Ede, Pintér Csaba, Nagy Dávid, Kukovecz Gábor.
- 2014–2024: Tóth Attila, Kleinesel Márk, Pintér Csaba, Z. Kiss Zalán, Kukovecz Gábor.

### Volt tagok főbb vendégszereplései
- 1995-ben a Petőfi Csarnokban, a klasszikus Pokolgép (Kalapács József – Kukovecz Gábor – Nagyfi László – Pazdera György – Tarca László) adott búcsúkoncertet , ahol a volt tagok közül fellépett Gyenizse András dobos, Paksi Endre énekes, és az akkori frontember Rudán Joe is.További érdekesség, hogy az előzenekar Carmen két tagja, Pintér Csaba basszusgitáros és Szilágyi Ede dobos az 1999-es újraalakulás után a zenekar tagjai lettek (előbbi már A Gép album lemezbemutatóin is kisegítette a zenekart) .A koncert Az utolsó merénylet címmel CD-n, VHS-en, majd 2012-ben DVD-n is megjelent.
- 2000 december 2-án a Petőfi Csarnokban a Gép-indulóban Pazdera György, a Maszkban pedig Paksi Endre vendégeskedett, sőt a Nagyvárosi Farkas című Beatrice-dal erejéig Nagy Feró is szerepelt. A koncert megjelent a Live koncertlemezen , de ezek a dalok lemaradtak az anyagról.
- 2003-ban a 20 éves jubileum alkalmából, október 4-én egy 3 órás koncert keretében állt színpadra a zenekar akkori (Rudán Joe – Kukovecz Gábor – Pintér Csaba – Nagy Dávid – Szilágyi Ede) és klasszikus felállása (Kalapács – Kukovecz – Nagyfi – Pazdera – Tarca), a klasszikus felállás blokkjában és a ráadásban pedig Gyenizse András is játszott. A ráadást együtt játszotta el a két formáció. A nagy sikerre való tekintettel a műsort november 8-án Szolnokon megismételték.[7]
- 2012-ben Kalapács József 50 éves születésnapi koncertjén – Kukovecz Gábor kivételével, aki nem fogadta el a felkérést,[8] és Sárközi Lajos helyettesítette – egy blokk erejéig, színpadra állt a klasszikus felállás, vendégként Rudán Joe-val.A koncert 2015-ben megjelent dupla CD-n, míg videóanyaga a YouTube-on vált hozzáférhetővé, majd 2018-ban limitált kiadásban, DVD-n is megjelent.
- 2013-ban a 30 éves jubileum alkalmából több koncerten fellépett a zenekarral Rudán Joe és a korábbi gitáros Jung Norbert (MetalWar, Metálkarácsony) , utóbbi koncerten az egykori dobos, Szilágyi Ede is fellépett.
- 2014-ben több koncerten Szilágyi Ede segítette ki a zenekart a doboknál, míg június 7-én a Petőfi Csarnok szabadtéri színpadán és augusztus 23-án az agárdi popstrandon a 30 éves jubileum alkalmából 3 órás közös koncertet adott a zenekar akkori (Tóth Attila-Kukovecz Gábor – Pintér Csaba- Z.Kiss Zalán – Veress Márton) és klasszikus felállása.Előbbi koncerten fellépett még Paksi Endre, Rudán Joe, Szilágyi Ede, és Jung Norbert is, míg utóbbi koncerten már Kleinesel Márk dobolt Veress Márton helyén. A ráadást valamennyi közreműködő együtt játszotta el.
- 2015. április 17-én és 24-én újabb két dupla koncertre (jelenlegi + klasszikus Pokolgép) került sor, Győrben, az ETO Parkban, illetve Debrecenben, a Lovardában.
- 2018. június 8-ai budapesti Aréna koncerten először a jelenlegi, majd a klasszikus (Kalapács József-Tarca László-Pazdera György-Nagyfi László-Kukovecz Gábor) felállás lépett színpadra, továbbá vendégként fellépett Rudán Joe, Paksi Endre, és a zenekart annak idején oly sokat segítő Nagy Feró is. A ráadást pedig közösen játszották el a Pokolgép jelenlegi és volt tagjai. A koncert első fele 2020 szeptemberében DVD-n, valamint digitális formában hanganyagként is megjelent, a GrundRecords gondozásában.
- 2022. augusztus 12-én, a Budapest Parkban, a Kalapács József 60. születésnapja alkalmából rendezett 60 év Totál – 40 év Metal életműkoncerten, újra együtt állt a színpadon a klasszikus felállás négy tagja (Kalapács József, Tarca László, Pazdera György, Nagyfi László) Totális Metal néven. Kukovecz Gábort a szintén korábbi Pokolgép-tag Nagy Dávid helyettesítette ( a múltbeli konfliktusok okán Kalapács nem hívta meg az alapítót[9]), valamint fellépett a korábbi (Kalapács utáni) énekes Rudán Joe is. A műsort később egy turné keretében több vidéki nagyvárosban is bemutatták, 2023-ban pedig volt két székelyudvarhelyi koncert is, nyáron pedig a Fezenen és Sitkén is fellépett a csapat. A formáció 2024-ben és 2025-ben is tovább turnézik, valamint Kalapács József is elzárkózik a további közös fellépésektől, ezzel gyakorlatilag pontot téve Kukovecz és a klasszikus felállás tagjainak kapcsolatára.
- A 2000-es években több koncerten családi okok miatt Pintér Csaba helyett Pazdera György basszusgitározott.[10][11]

## Diszkográfia
Kislemezek, demók
- Kegyetlen asszony ("Ki mit tud?", 1983)
- Magyar Rádió Demó (1984)
- Sátán / A maszk (1985)
- Nem ért engem a világ/Amíg a tűz tombol ( 2024 )

Albumok
- Totális metál (1986)
- Pokoli színjáték (1987)
- Éjszakai bevetés (1989)
- Metál az ész (1990)
- Koncertlemez (1990) – koncert
- Adj új erőt (1991)
- Vedd el ami jár (1992)
- Best of Régi Gép (1995) – válogatás
- Az utolsó merénylet (1995) – koncert
- A Gép (1996)
- Csakazértis (2000)
- Ancient Fever (2001) – angol nyelvű stúdióalbum
- Live (2001) – koncert
- Te sem vagy más (2002)
- Momentum (2002) – válogatás
- A túlélő (2004)
- Oblatio (2006) – unplugged
- Pokoli mesék (2007)
- Újratöltve (2010) – koncert
- Metálbomba (2015)
- Pokolgép 35 Jubileumi Koncert (2020) – koncert
- Vissza sose nézz (2024)